# Охримович Ксенофонт
Ксенофо́нт Охримо́вич (3 грудня 1846, Галич — 4 січня 1916, Львів) — діяч українського руху в Галичині, депутат австрійського парламенту, бурмістр Дрогобича, діяч багатьох українських товариств. Уславився своїм депутатством до галицького крайового сейму. Один з учителів Івана Франка в Дрогобицькій ґімназії.

## Біографія
Народився 3 грудня 1846 року в Галичі в родині греко-католицького священика отця Юліяна Охримовича.
Навчання почав у Тернополі в місцевій гімназії, згодом переніс до Станиславова, де й отримав середню освіту.
Вищу освіту здобував з 1866 р. на філософському факультеті Львівського університету, в 1867-1870 рр. — на відділі загальної філології Віденського університету.
Був одружений двічі. Друга дружина — донька відомого віденського живописця Амерлінґа (вивчила українську мову, перейшла на русько-католицький обряд, вінчання відбулось у церкві святої Варвари у Відні. Мешкали у Львові на вул. Театинській, 3 (нині — вулиця Максима Кривоноса).
Помер 4 січня 1916 року у Львові, похований на Личаківському цвинтарі.

## Викладацька діяльність
Після навчання у Кракові в травні 1871 року почав трудову діяльність в Дрогобичі на посаді заступника вчителя місцевої гімназії.
З невеликою перервою у 1873-1874 роках (був переведений до Самбора), в Дрогобичі викладав руську мову і географію (з 1871 по 1876), зокрема, Івана Франка він вчив у восьмому, випускному класі. Збереглися дві автобіографічних рефлексії Івана Франка про Ксенофонта Охримовича. Перша стосується спогаду про гімназію — в передмові до повісті «Петрії й Довбущуки». Франко пригадує, що в старших класах гімназії написав для вчителя Охримовича як шкільне завдання «досить просторе оповідання» з селянського життя.

## Громадська діяльність
За спогадами ґімназійного товариша під час навчання в Тернопільській ґімназії Олександра Барвінського, ще в Станиславові у 1863—1864 роках він належав до гуртка «Громади» (вищі класи мав у Станиславові, не належав до гуртка учнів, які утворили у 1863—1864 роках «Громаду»).
Активний учасник москвофільського руху; ввійшовши до проводу створеної 1876 року у Дрогобичі філії Товариства імені Михайла Качковського, того ж року припинив викладацьку роботу в гімназії.

За даними Ігоря Чорновола, був ультралояльним до польських політиків, старанно уникав контактів з галицько-руськими партіями, мандати здобував завдяки підтримці польського Центрального виборчого комітету для Східної Галичини.
П'ять разів перемагав на виборах до Галицького крайового сейму від 21 округу Дрогобич — Підбуж (IV (1877—1882), V (1882—1889), VI (1889—1895), VII (1895—1901), VIII (1901—1907) сеймові каденції).
4 рази був обраний до австрійського парламенту (Державної ради) від 15 округу (Стрий—Сколе—Жидачів—Миколаїв—Журавно—Дрогобич—Меденичі—Підбуж), послом якого працював у 1885—1900 роках, а перемога 1901 року була скасована.
У 1887 році Охримович переміг на дрогобицьких міських виборах, випередивши чинного бургомістра поляка Віктора Блажовського. Резонансність події — у тому, що русин переміг поляка, це не могло не викликати протесту, розголос докотився до Львова і Відня. Вибори в Дрогобичі набули характеру «затяжних». Після тривалих судових засідань та апеляцій, 26 січня 1888 року відбулось перше засідання ради магістрату, на якому бургомістром одноголосно оголосили Ксенофонта Охримовича. Посідав міський уряд понад 10 років.
Допомагав потребам місцевого населення, підтримував (неодноразово) загальні, народні справи (зокрема, сприяв виділенню фінансової допомоги з краєвих фондів «Руському народному театру»).

## Нагороди
1895 року Охримович отримав відзнаку перемишльського єпископа Юліана Пелеша за матеріальну допомогу, яку міська рада виділила на відновлення церкви Святої Трійці. В 1900 р. нагороджений Орденом Залізної Корони 3 ст.